# Artëm Fidler
Artëm Igorevič Fidler (in russo Артём Игоревич Фидлер?; Ekaterinburg, 14 luglio 1983) è un ex calciatore russo, di ruolo centrocampista.

## Carriera
Ha giocato nella prima divisione russa.

## Palmarès

### Club

#### Competizioni nazionali
- Pervenstvo Futbol'noj Nacional'noj Ligi: 1

Ural: 2012-2013